# Christian Gottlieb Kratzenstein
Christian Gottlieb Kratzenstein (1723 (døbt 2. februar – 7. juli 1795) var en tyskfødt naturforsker og læge.
C.G. Kratzenstein blev født i Wernigerode (i Sachsen-Anhalt). Efter at have taget eksamen i byens skole gik han på universitetet i Halle, hvor han befæstedes i sin allerede grundlagte pietistiske tro. Hans medicinsk-litterære forfatterskab begyndtes allerede tidligt, han debuterede med bogen Beweis, dass die Seele ihren Körper baue (1743), og i 1744 udkom hans Vom Aufsteigen der Dünste und Dämpfe, et studie i den eksperimental-medicinske genre. Samme år udkom hans Abhandlung von dem Nutzen der Electricität in der Arzneiwissenschaft, som var banebrydende i det han var den første til at foreslå brugen af elektricitet i den medicinske behandling af bl.a. lammelser.
Hans studier i elektricitetens lægelige evner bestemte hans karriere. I 1746 opnåede han den filosofiske doktorgrad med en latinsk afhandling om emnet. Samme år blev han professor i fysik ved Halles universitet, han var da kun 23 år gammel. I 1748 blev han kaldt til St. Petersborg som professor i mekanik ved Akademiet i denne by. Han arbejdede her bl.a. med udviklingen af forskellige instrumenter der kunne forbedre navigationen til søs. Under en prøverejse fra St. Petersborg til Arkhangelsk, der gik rundt om Norge, opholdt han sig kort i København, og det var sandsynligvis her at kontakterne opstod der udmundede i hans kaldelse til professor i eksperimentalfysik og medicin på Københavns Universitet ved kongelig reskript af 25. maj 1753. Her opholdt han sig resten af sit liv, og fungerede med stor arbejdslyst som underviser på universitetet.
Allerede 1753 var han blevet optaget i Videnskabernes Selskab, og han publicerede mange afhandlinger i dets skrifter. Hans forelæsninger i eksperimentalfysikken (1. udgave, 1758) udkom både på dansk, fransk, tysk og latin.
Som professor i medicin anordnede Kratzenstein Danmarks første regulerede offentlige eksamen i medicin i 1769.[kilde mangler]
Han byggede en vokalsynthesizer i 1781.
Hans mange kostbare fysiske og medicinske apparater gik til grunde ved Københavns brand 1795, da hans professorresidens i Studiestræde nedbrændte, og han døde en måned efter den ulykkelige hændelse.
Efter at hans første hustru, Anna Margrethe Hagen, datter af en københavnsk apoteker, Bernhard Hagen, var død i 1783, giftede hans sig i 1784 med Anna Maria Thuun, født i Hamburg.